# La Paz Centro
La Paz Centro – miasto w Nikaragui, w departamencie León; 24 600 mieszkańców (2006). Miasto założone w 1610 roku. Przemysł spożywczy, włókienniczy.